# Jagowerite
La jagowerite è un minerale.